# KkStB 429

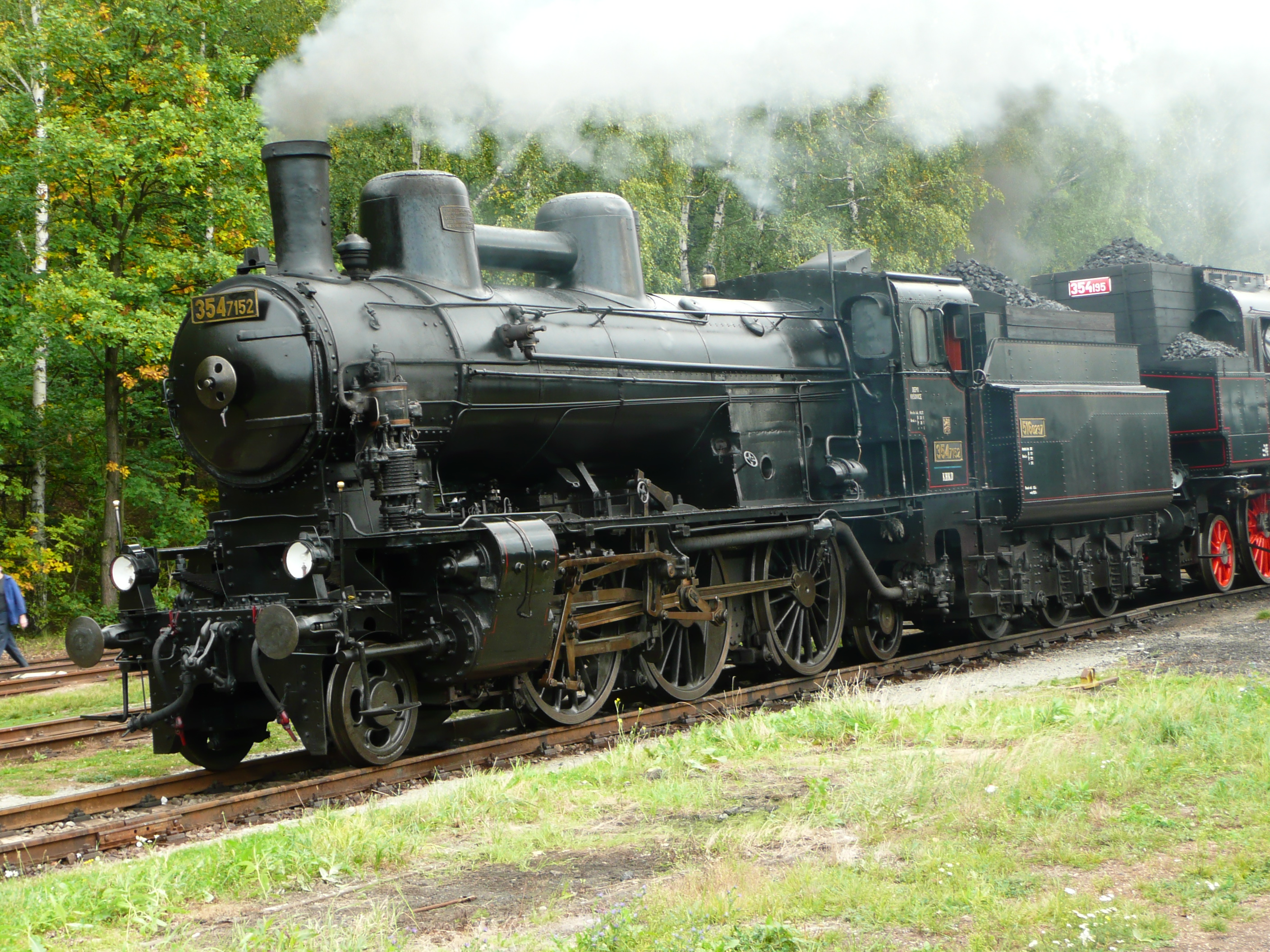
ČSD 354.7152 im Eisenbahnmuseum Lužná u Rakovníka

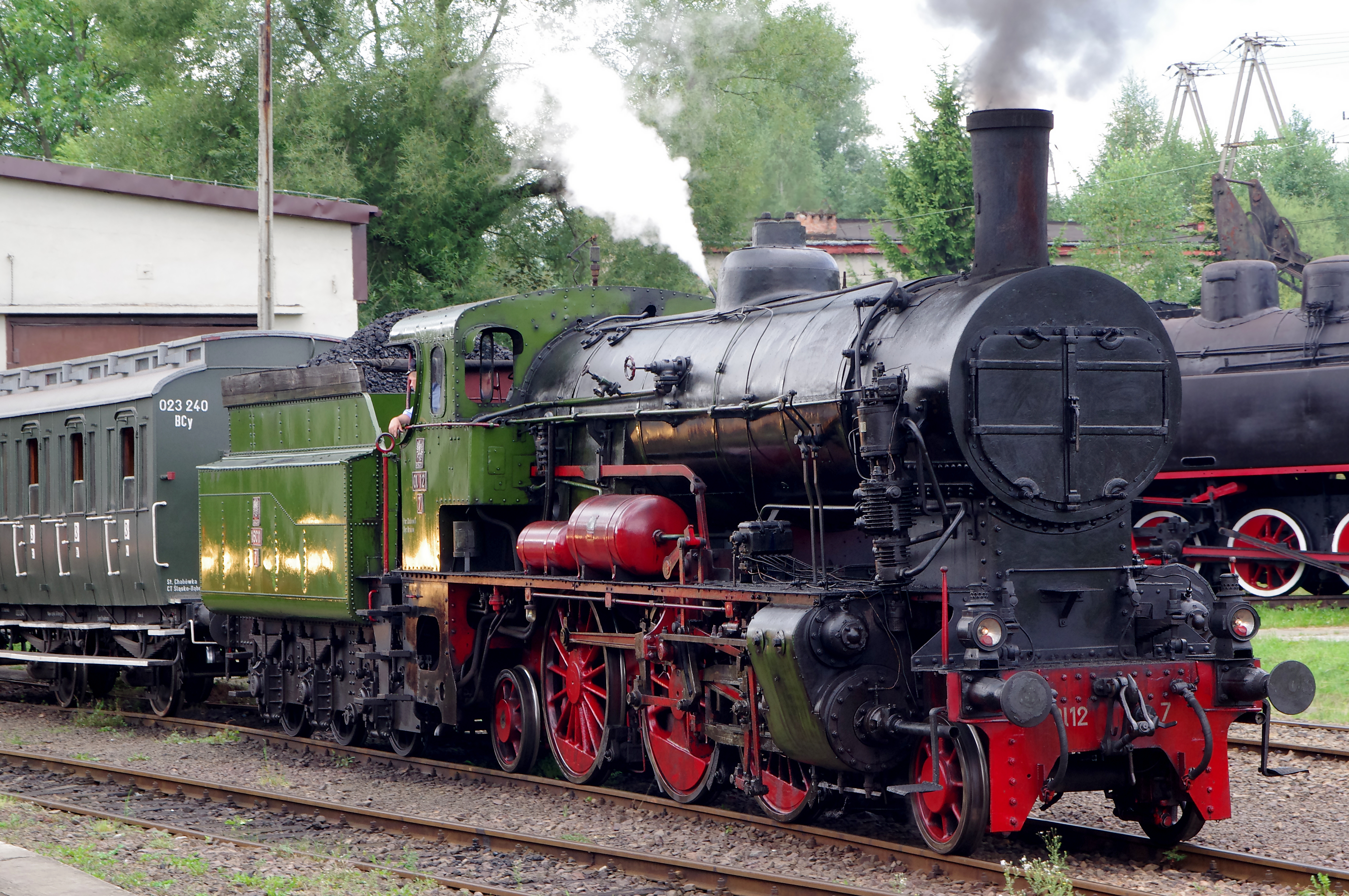
Die polnische Museumslokomotive Ol12-7 (ex kkStB 429.195)

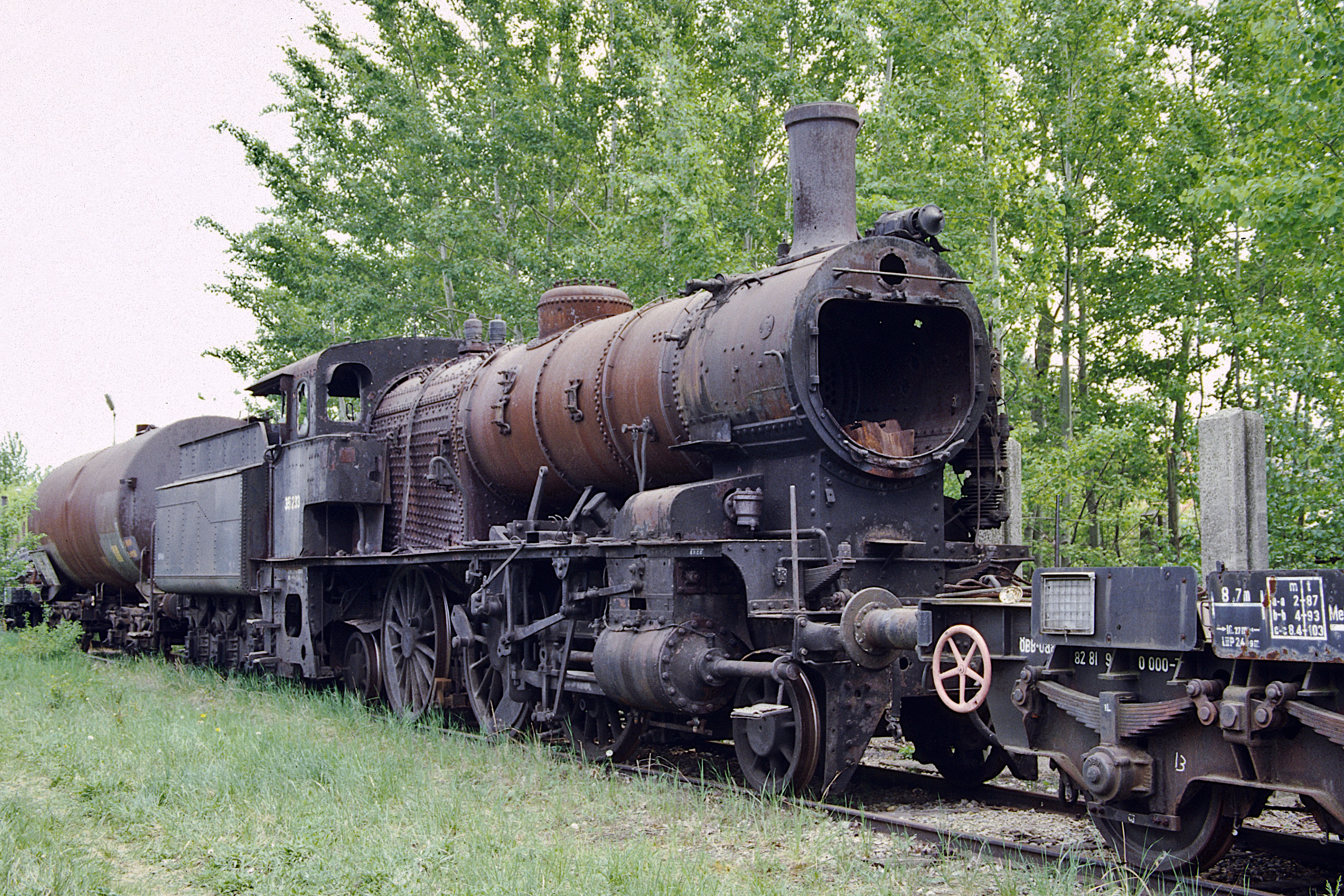
Die 35.233 (ex kkStB 429.1971) ist in schlechtem Zustand als einziges Exemplar in Österreich erhalten geblieben (1999)

Die Dampflokomotivreihe kkStB 429 war eine Personenzug-Schlepptenderlokomotivreihe der kaiserlich-königlichen österreichischen Staatsbahnen (kkStB).

## Geschichte
Als der Schmidtsche Überhitzer Serienreife erlangte, modifizierte Karl Gölsdorf die Reihe 329 zur Heißdampfvariante 429.
Die Rauchkammer wurde verlängert, der Langkessel entsprechend verkürzt, der Hochdruckzylinder erhielt Kolbenschieber, der Niederdruckzylinder Flachschieber.
Die Lokomotivfabrik Floridsdorf, die Wiener Neustädter Lokomotivfabrik und die Lokomotivfabrik der StEG lieferten 57 Stück (429.01–57) an die kkStB.
Trotz der geringen Überhitzerfläche traten Probleme mit dem Flachschieber der Niederdruckseite auf.
Daher wurden die folgenden 126 Maschinen mit Kolbenschieber auf beiden Seiten geliefert (429.100–225).
Gleichzeitig wurde eine Zwillingvariante mit Kolbenschiebern erprobt, von der schließlich 197 Stück von der kkStB beschafft wurden (429.900–999 und 429.1900–1996).
Die Südbahngesellschaft beschaffte sechs Stück Verbundmaschinen (mit Kolbenschieber), die sie als 429.01–06 bezeichnete.
Die 429er wurden als Universalmaschinen vor allen Zuggattungen eingesetzt und leisteten mit guter Kohle bis zu 1200 PS.
Sie waren fast im ganzen Gebiet der Donaumonarchie anzutreffen.
Nach dem Ersten Weltkrieg gab es die ehemaligen 429er als Reihe 354.7 bei den ČSD, als Reihe Ol12 bei den PKP, bei den Eisenbahnen des Königreichs der Serben, Kroaten und Slowenen und später als Reihe 106 bei den JDŽ, als Reihe 688 bei den FS und unter Beibehaltung der Reihennummer bei den rumänischen Staatsbahnen.
Insgesamt 87 Stück (46 Verbund-, 41 Zwillingslokomotiven) blieben als Reihe 429 den BBÖ.
Die sechs Südbahn-Maschinen kamen zu den MÁV, die ihnen die Bezeichnung 323,901–906 gaben.
Zusätzlich kam auch die ex kkStB 429.116 über die PKP als Ol12-24 zu den MÁV als 323,907, deren Bezeichnung später auf 323,908 geändert wurde.
1939 zeichnete die Deutsche Reichsbahn (DR) die Zwillingsmaschinen in 35 201–241, die Verbundmaschinen in 35 301–346 um.
Im Zuge der Kampfhandlungen kamen einige Lokomotiven der ČSD und JDŽ zur DR.
Nach dem Zweiten Weltkrieg blieben den ÖBB 46 Zwillingsloks, die als Reihe 35, und 39 Verbundmaschinen, die als Reihe 135 bezeichnet wurden.
Die Ordnungsnummern wurden gegenüber der DR nicht verändert.

## Die ČSD-Baureihe 354.7
Die ČSD bauten alle Verbundmaschinen (27 der ersten, 57 der zweiten Bauform) in Zwillingsmaschinen um.
Zusammen mit den übernommenen 68 Zwillingsmaschinen verfügten sie somit über 152 Exemplare der Reihe 354.7.
Mit Ausnahme einer Maschine erhielten alle Lokomotiven einen zweiten Dampfdom mit Verbindungsrohr.
Die ČSD schieden die Reihe 354.7 erst 1967 aus ihrem Bestand.